# Lisa Hanna
Lisa Hanna (ur. 27 sierpnia 1975) – trzecia delegatka pochodząca z Jamajki, która zwyciężyła w konkursie Miss World. 
Koronę zdobyła w 1993 roku w Sun City, RPA jako osiemnastolatka. Ukończyła University of the West Indies. Po zakończeniu kariery modelki zajęła się polityką, była członkiem Parlamentu Jamajki oraz pełniła funkcje ministra kultury.